# 공유선
공유선(孔裕善, 1974년 8월 12일 ~ )은 전 KBO 리그 야구 선수의 내야수이다.

## 출신학교
- 휘문고등학교